# Котлеба — Народна партія Наша Словаччина
Народна партія — Наша Словаччина (словац. Ľudová strana — Naše Slovensko, ĽSNS), з листопада 2015 року Котлеба — Народна партія Наша Словаччина (Kotleba — Ľudová strana Naše Slovensko) — словацька ультраправа, радикально-націоналістична, популістська, проросійська і українофобна політична партія. Члени партії захоплюються диктатором Йозефом Тисо, який в роки Другої світової війни очолював маріонетковий колабораціоністський уряд. Деякі політики, політологи і ЗМІ характеризують ĽSNS як неофашистську або навіть неонацистську.

## Історія
Партія була створена в 2009 році ультраправим політиком неонацистського спрямування, колишнім вчителем інформатики Маріаном Котлебою. Вона позиціонує себе як правонаступниця «Глінкової словацької народної парії» часів Першої Словацької республіки (те саме зробила й Словацька національна партія). Вперше Котлеба і його прихильники намагалися взяти участь у виборах 2006 року, створивши для цього власну партію «Словацька громада — національна партія» («Slovenská pospolitosť — národná strana»).

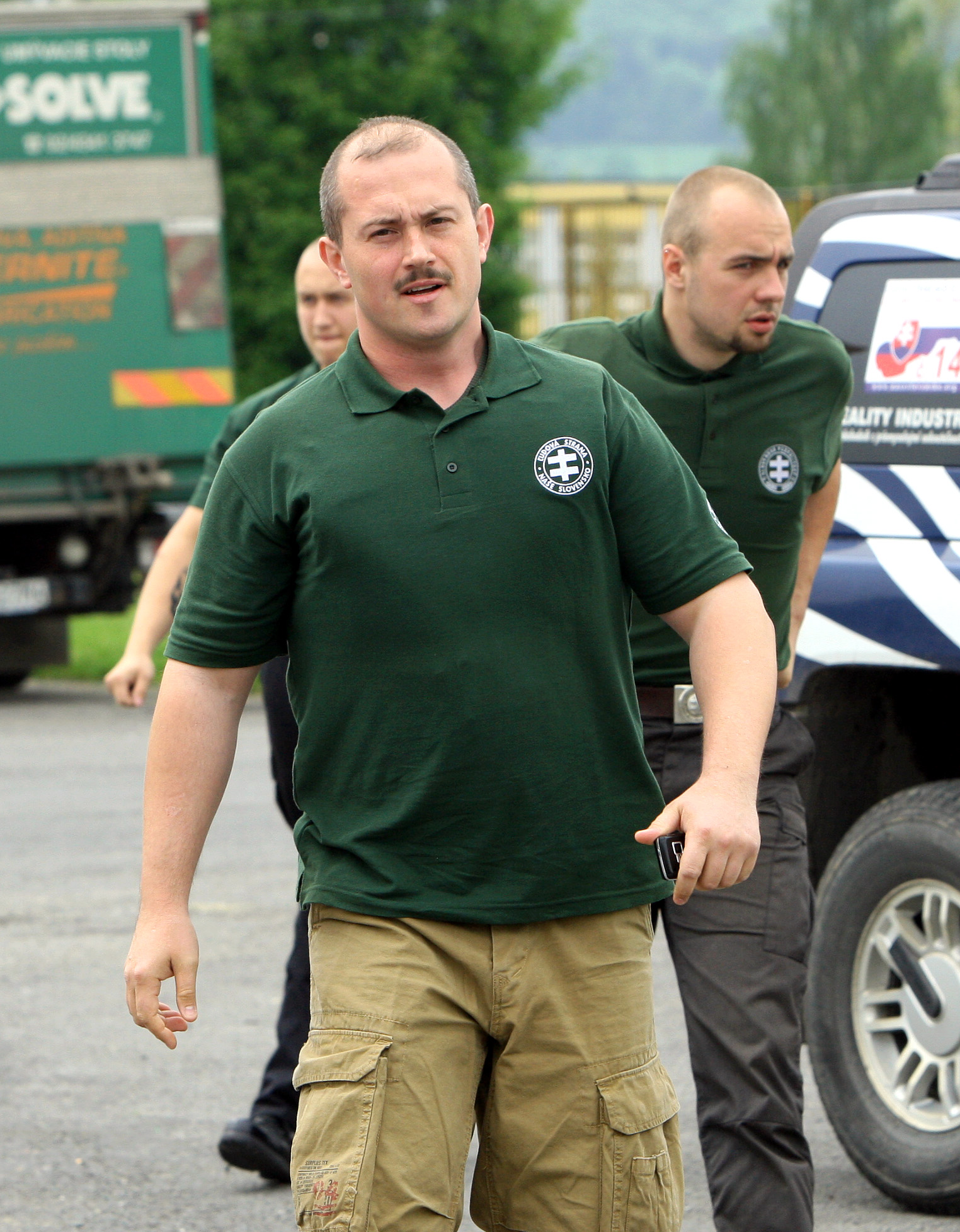
Маріан Котлеба

Проте політичне утворення було розпущене за рішенням Верховного суду на підставі її антиконституційної діяльності. Його члени невдовзі увійшли до складу крихітної «Партії прихильників вина», яка існувала з 2000 року. Такий крок дозволив ультраправим уникнути необхідності зібрання 10.000 підписів для реєстрації нового політичного суб'єкта. В травні 2009 партія змінила свою назву на «Народну партію соціальної солідарності», а з 21 лютого 2010 почала іменуватися як «Народна партія — Наша Словаччина».

### Політична програма
Програма ĽSNS передбачає «звільнення Словаччини від рабства міжнародних банкірів», заміну євро на словацьку крону, патерналізм з економічних питань, відмову від можливості укладення громадського партнерства, скорочення кількості парламентарів від 150 до 100 членів, виведення збройних сил з усіх зарубіжних місій, вихід з ЄС і НАТО. «Наша Словаччина» радикально критикує нинішнє керівництво країни і зовнішню політику, яке воно проводить.
Партія активно просуває політичні кампанії антимігрантського і антимусульманського характеру, апелюючи при цьому до захисту словацької національної ідентичності і традиційних християнських цінностей. Відкритою є неприязнь партії і до представників ромської меншини країни. Її члени звинувачують циган у «виснаженні системи соціального забезпечення» через те, що, як правило, багатодітні сім'ї циган отримують більший обсяг допомоги для дітей у порівнянні з етнічними словаками. Вони також звертають увагу на будівництво ромами незаконних поселень, називаючи останніх «паразитами» і «екстремістами», що тільки «крадуть, ґвалтують та вбивають». Партія виступає за легалізацію зброї для захисту особистого життя та приватної власності.
Однією із ініціатив ĽSNS стало створення так званих патрулів «громадського порядку» на борту поїздів, щоб «захистити гідних пасажирів» від «нападників», тобто від циган. Незважаючи на заяви представників держави, що така діяльність суперечать закону, ĽSNS це не зупинило. Тільки у жовтні 2016 року парламент зумів внести поправки в закон, заборонивши створення «патрулів». Натомість партія, починаючи ще з 2012, зайнялась організацією напіввоєнізованих структур під виглядом громадської організації «Народна гвардія». Об'єднання передбачало чітку ієрархію своїх членів: головнокомандувач, командири підрозділів, регіональні керівники і місцеві командири. Міністерство внутрішніх справ відмовилося зареєструвати асоціацію, а в червні 2016 року Верховний суд підтвердив, що рішення відомства було абсолютно законним.
У травні 2017 року Генеральна прокуратура Словацької Республіки зробила подання до Верховного суду з проханням про розпуск партії. Даний крок було обґрунтовано наявністю у ній профашистських тенденцій, порушенням Конституції, словацьких та міжнародних законів.

### Участь у виборах
Першим важливим успіхом партії стала перемога її лідера на місцевих виборах губернатора в Банськобистрицькому краї. У другому турі Маріан Котлеба набрав 55,5 % голосів, обійшовши владного міністра Володимира Манька. Перемога радикального правопопуліста відзначилася вкрай малою явкою — тільки 17 %. В результаті парламентських виборів у березні 2016 року партія здобула підтримку 8,04 % виборців, провівши в однопалатний словацький законодавчий орган 14 депутатів. Втім, регіональні вибори 2017 року виявилися неуспішними: Котлеба не зміг переобратися на посаду голови Банськобистрицького краю.

## Проросійська спрямованість

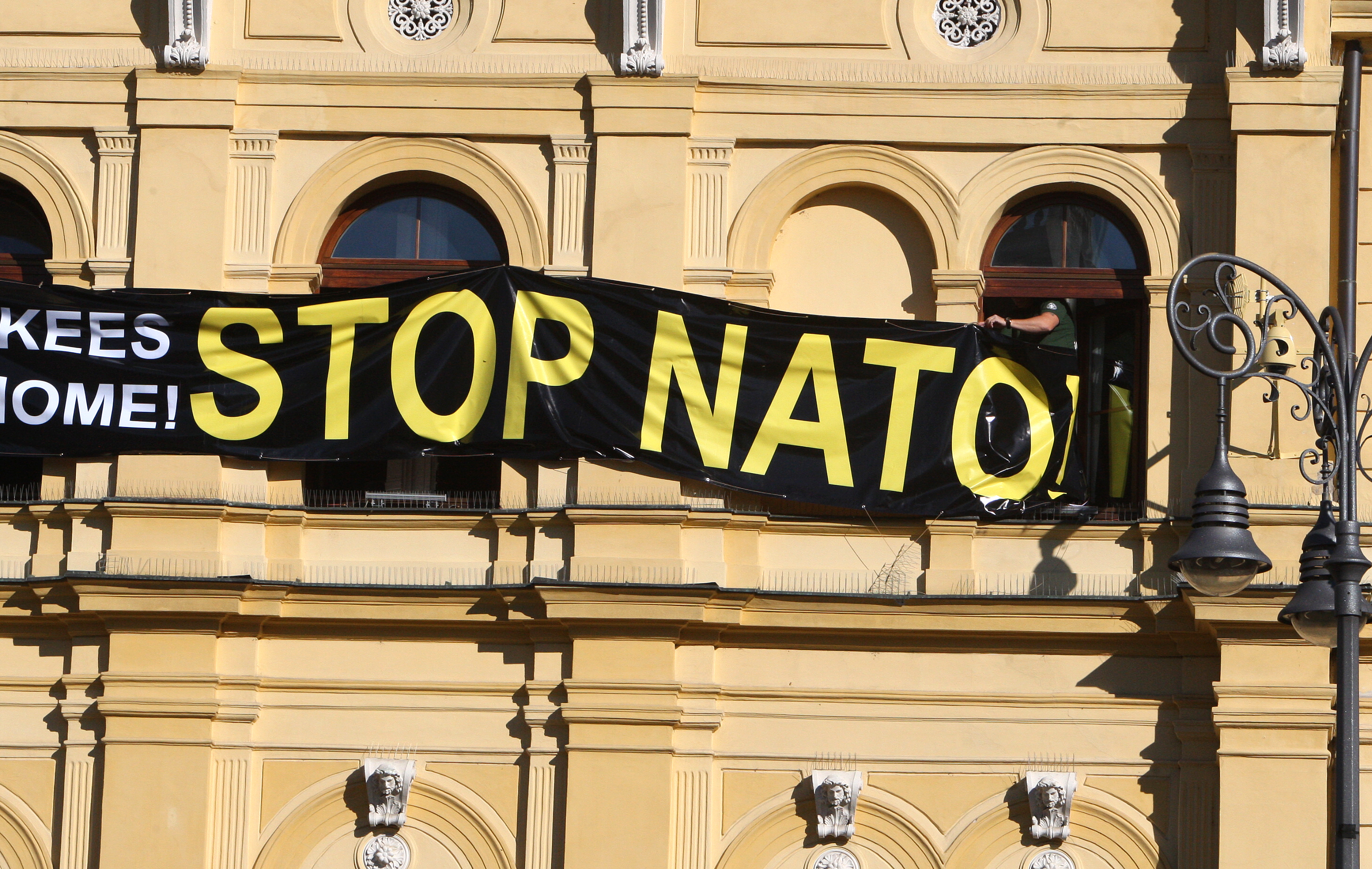
Котлеба вивішує антинатівський банер над крайовою радою в Банській Бистриці, 29 серпня 2014

ĽSNS є відкрито проросійською партією. Її лідер, Маріан Котлеба, ще будучи губернатором Банськобистрицького краю, особисто написав 31 січня 2014 року звернення до Віктора Януковича під час протистояння на Майдані, порівнявши у ньому Революцію гідності з тероризмом. Лист закликав тодішнього українського президента «в інтересах майбутнього слов'янських народів» не здавати інтереси країни ЄС і НАТО, які «прагнуть наблизитися до кордонів Росії» і пам'ятати про долю «сербського національного героя Слободана Милошевича». Згодом лідер партії закликав припинити «американську окупацію України».
2 лютого 2017 року Маріан Котлеба та його однопартійці висловилися проти відправки 152 словацьких солдатів, які беруть участь у тренувальній місії НАТО в Латвії поблизу російського кордону, заявивши, що це була явна провокація проти Російської Федерації. Під час голосування з приводу даного питання у словацькому парламенті тільки депутати ĽSNS і SME RODINA, ще однієї партії правопопулістів та євроскептиків, проголосували проти відправлення військ, всі інші члени законодавчого органу підтримали її. Котлеба порівняв таку дію уряду з нападом Нацистської Німеччини на Радянський Союз 1941 року.
Європейська рада з міжнародних відносин (ECFR), проаналізувавши у своєму дослідженні 252 партії, представлені в парламентах ЄС та Європейському парламенті, створила список лояльних до Росії політичних партій. ĽSNS посіла 2 місце. Дослідження зазначає, що «всі партії в цій групі підтримують більш тісні зв'язки між своєю країною і Росією, виступають за зняття санкцій проти Росії або мають партійні контакти з російським режимом. Вони хочуть покласти край європейському порядку безпеки, в основі якого лежать НАТО/ЄС».
8 лютого під час затвердження оборонної угоди зі США депутат Андрей Медвецький облив водою прапор України. А його колега Марек Котлеба дав ляпаса одному з депутатів, що тримали прапор.

## Участь у виборах
| Рік  | Голоси   | %      | Мандати | Місце | Уряд |
| ---- | -------- | ------ | ------- | ----- | ---- |
| 2010 | 33,724   | 1.33   | 0       | 10    | Ні   |
| 2012 | 40,460 ▲ | 1.58 ▲ | 0 ▬     | 10 ▬  | Ні   |
| 2016 | 209,779▲ | 8.04 ▲ | 14 ▲    | 5 ▲   | Ні   |
| 2020 | 229,60▲  | 7,97 ▼ | 17 ▲    | 4 ▲   | Ні   |